# Laughing Stock
Laughing Stock – piąty i ostatni album studyjny brytyjskiej grupy Talk Talk. Kluczowy dla post rocka, jedno z pierwszych wydawnictw w tym gatunku. Zespół odchodzi w nim zupełnie od stylu new romantic obecnym na wcześniejszych płytach.
Album znalazł się na 11. miejscu wśród najlepszych płyt lat dziewięćdziesiątych według serwisu poświęconego muzyce niezależnej Pitchfork Media.

## Lista utworów
1. "Myrrhman" – 5:33
2. "Ascension Day" – 6:00
3. "After the Flood" – 9:39
4. "Taphead" – 7:30
5. "New Grass" – 9:40
6. "Runeii" – 4:58

## Twórcy
- Lee Harris – perkusja
- Mark Feltham – harmonijka ustna
- Martin Ditcham – instrumenty perkusyjne
- Mark Hollis – śpiew, gitara, pianino, organy
- Tim Friese-Greene – organy, pianino, fisharmonia
- Levine Andrade, Stephen Tees, George Robertson, Gavyn Wright, Jack Glickman, Wilf Gibson, Garfield Jackson – altówka
- Simon Edwards, Ernest Mothle – kontrabas
- Roger Smith, Paul Kegg – wiolonczela
- Henry Lowther – trąbka, skrzydłówka
- Dave White – klarnet kontrabasowy
- Phill Brown – inżynier dźwięku
- James Marsh – projekt okładki